# Чмыриков, Олег Александрович
Олег Александрович Чмыриков (бел. Алег Аляксандравіч Чмырыкаў; род. 8 февраля 1996, Могилёв) — белорусский футболист, защитник.

## Карьера

### «Гомель»
Воспитанник могилёвского «Днепра». В 2013 году перешёл в «Гомель», где сразу же стал выступать за дублирующий состав клуба. В 2015 году был переведён в основную команду, так как из-за финансовых проблем клуба его покинули ряд ключевых игроков. Дебютировал за клуб 14 сентября 2015 года в матче против «Минска», выйдя на замену во втором тайме. Сразу же стал основным защитником клуба. По итогу сезона занял с клубом последнее место в турнирной таблице и вылетел в Первую Лигу.
Первый матч сыграл 17 апреля 2016 года против «Орши» также в роли ключевого защитника. Дебютный гол забил 23 июля 2016 года в матче против клуба «Ошмяны-БГУФК». Стал победителем Первой Лиги, тем самым помог клубу вернуться в сильнейший дивизион. По возвращении в Высшую Лигу потерял статус ключевого защитника, сыграл в сезоне лишь 6 матчей.

#### Аренда в «Белшину»
В августе 2017 года отправился в аренду в бобруйскую «Белшину». Дебютировал за клуб 5 августа 2017 года в матче против «Осиповичей». Дебютный гол забил 11 ноября 2017 года в матче против столбцовского клуба «Неман-Агро». С самого начала аренды стал ключевым игроком, а по её окончании покинул клуб.

#### Аренда в «Днепр» Могилёв
В марте 2018 года отправился в аренду в могилёвский «Днепр». Дебютировал за клуб 1 апреля 2018 года в матче против «Городеи». В мае 2018 года в матче против «Смолевичей» получил травму и выбыл из распоряжения клуба до августа 2018 года. После возвращения из лазарета снова стал ключевым игроком клуба. По итогу сезона занял с командой последнее место в турнирной таблице, а сам клуб был расформирован. По окончании аренды вернулся в гомельский клуб.

### «Слуцк» и «Химик»
Вскоре после возвращения в «Гомель» покинул клуб и присоединился к «Слуцку». Дебютировал за клуб 15 апреля 2019 года в матче против солигорского «Шахтёр». Не смог закрепиться в основной команде клуба, оставаясь в основной на скамейке запасных. В июле 2019 года покинул клуб. Затем проходил просмотр в «Витебске», однако футболист не подошёл клубу. В августе 2019 года перешёл в светлогорский «Химик». Дебютировал за клуб 24 августа 2019 года в матче против «Смолевичей». Закрепился в основной команде клуба.

### «Днепр-Могилёв»
В январе 2020 года вернулся в могилёвский «Днепр», который принимает участие во Второй Лиге. Вместе с клубом стал победителем чемпионата. В 2021 году продолжил выступать в могилёвском клубе. Первый матч в сезоне сыграл 17 апреля 2021 года в матче против «Лиды». В матче 22 июня 2021 года в рамках Кубка Беларуси против «Минска» отличился дублем. Первый гол в чемпионате забил 14 августа 2021 года в матче против «Крумкачей». В декабре 2021 года был оштрафован на сумму 2900 белорусских рублей, а также дисквалифицирован Комитетом контрольно-дисциплинарного и по этическим вопросам АБФФ. В январе 2022 года официально покинул клуб.

## Международная карьера
В 2012 году стал выступать в юношеской сборной Беларуси до 17 лет. В 2013 году принимал участие в сорной до 18 лет, а через год был вызван в юношеской сборную до 19 лет.
В 2017 году принимал участие за молодёжную сборную Беларуси.

## Достижения
«Гомель»
- Победитель Первой Лиги: 2016

«Днепр-Могилёв»
- Победитель Второй Лиги: 2020